# Panmure Castle
Panmure Castle ist die Ruine einer Niederungsburg nordwestlich des Dorfes Muirdrum in der schottischen Council Area Angus.

## Geschichte
Die Burg gehörte der Familie De Valogne und fiel dann an Peter Maule of Fowlis (siehe Le Riche) durch seine Heirat mit Christina de Valogne. Peter Maule ließ wohl um 1224 eine steinerne Burg dort bauen, die von Andrew Murray of Avoch and Petty 1306, während des ersten schottischen Unabhängigkeitskrieges zerstört wurde, um eine Besetzung durch die Engländer zu verhindern.
Es ist nicht bekannt, wann die Burg wieder aufgebaut wurde, aber die neue Burgkapelle wurde 1487 der Heiligen Maria geweiht. Nach der Schlacht von Flodden Field 1513 ließ Sir Robert Maule einen neuen Rittersaal an der Nordseite der Burg und einen Rundturm an der Nordwestecke errichten.
Auf der Burg hatte die Familie Maule of Panmure vom 13. bis zum 17. Jahrhundert ihren Sitz; dann zogen sie in Panmure House um.
Heute gelten die Ruinen der Burg als Scheduled Monument.

## Beschreibung
Die Burg wurde in Form eines Rhomboids errichtet; in Nord-Süd-Richtung maß sie 34 Meter, in Ost-West-Richtung 36 Meter. An jeder ihrer Ecken war sie mit einem hervorspringenden Turm versehen. Der Nordwestturm bedeckte eine Fläche von 11,25 Metern × 11,25 Metern, der Nordostturm eine von 7,3 Metern × 7,3 Metern. Die anderen beiden Türme waren 7,3 Meter × 8,2 Meter groß. Alle Mauern waren 2,13 Meter dick.
Die Ruinen sind heute dick mit Büschen und Bäumen überwachsen. Während die Mauern an der Südseite noch etwa bis zu einer Höhe von 2 Metern stehen, sind sie im Süden noch etwa 0,8 Meter hoch. Von den beiden südlichen Türmen ist fast nichts mehr erhalten. In der Hofmitte befindet sich ein Brunnen, der mit einem Eisengitter abgedeckt ist.
Nördlich der Burgruine befindet sich eine Wallanlage aus Erde mit einem tiefen Graben, der meist mit Wasser gefüllt ist. Wurden Burgruine und Verteidigungswall 1969 noch als zwei unterschiedliche Scheduled Monuments gelistet, so ist man heute der Meinung, dass sie zusammengehören.